# Nationaal Park Hunsrück-Hochwald
Het Nationaal Park Hunsrück-Hochwald (Duits: Nationalpark Hunsrück-Hochwald) is een Duits nationaal park dat in 2015 werd opgericht. Het park is 10 120 hectare groot en omvat de westelijke hoogste delen van de Hunsrück (Idarwald/Hochwald) nabij de Erbeskopf. Het nationaal park ligt in de Duitse deelstaten Rijnland-Palts (grootste deel) en Saarland (986 ha). Ter ere van de opening maakte de Keulse producer en bosliefhebber Wolfgang Voigt het album Rückverzauberung 10: Nationalpark. 
Het landschap bestaat uit oude beukenbossen, rotspartijen (Rosselhalden) en venen (hellingveen Ochsenbruch, Thranenweier). Er leeft onder andere wilde kat (zo'n 100 exemplaren, ook het symbool van het park), zwarte ooievaar, ree, Bechsteins vleermuis, zwarte specht. In het nationaal park in ontwikkeling wordt onder het motto 'natuur natuur laten zijn' de komende decennia gewerkt aan het herstel van de veengebieden en het omvormen van de naaldbosbestanden naar autochtoon loofwoud. In het park komen ook Keltische overblijfselen voor (de ringwal bij Nonnweiler, vesting op de Springkopf). De Saar-Hunsrück-Steig loopt door het park.

## Afbeeldingen

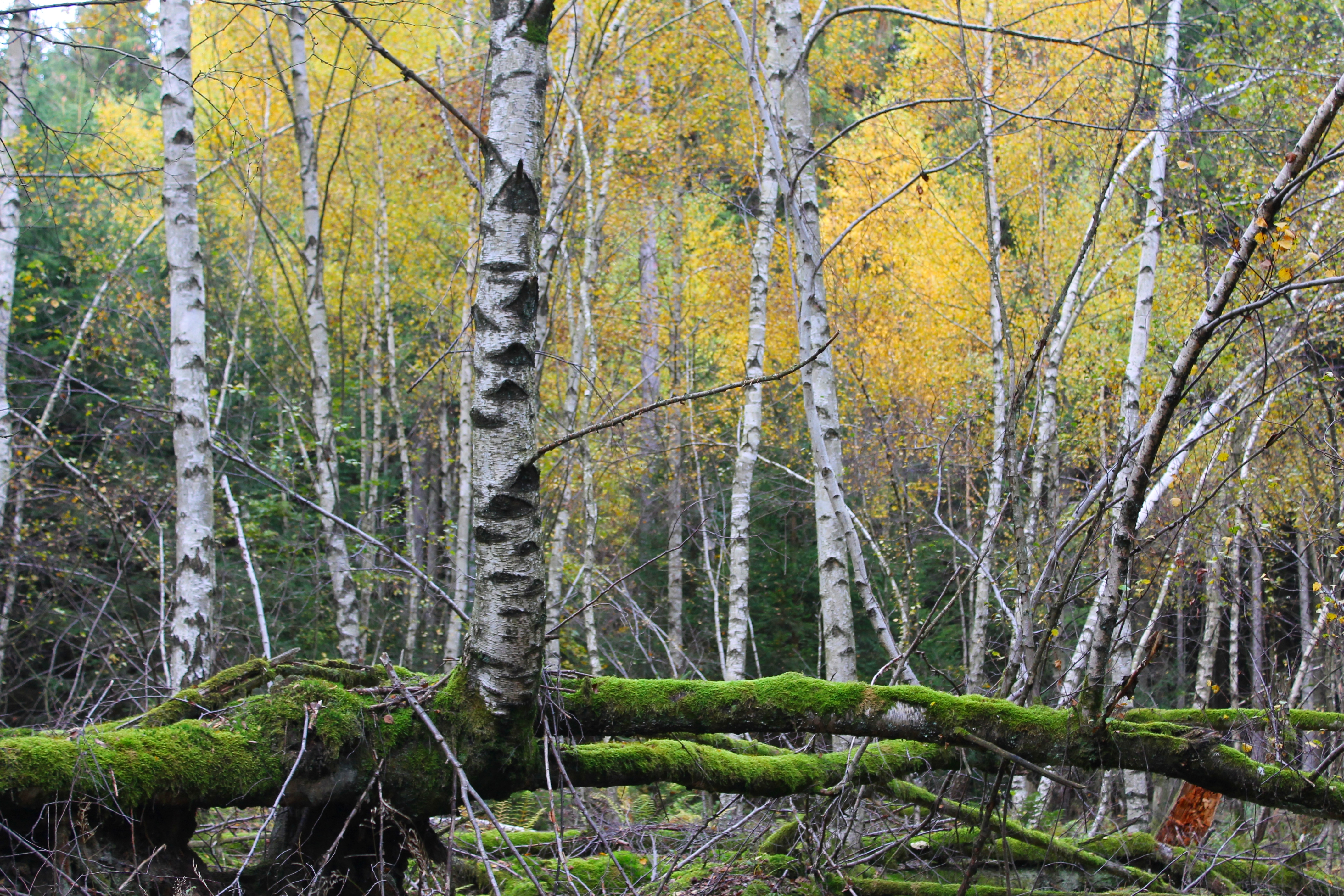
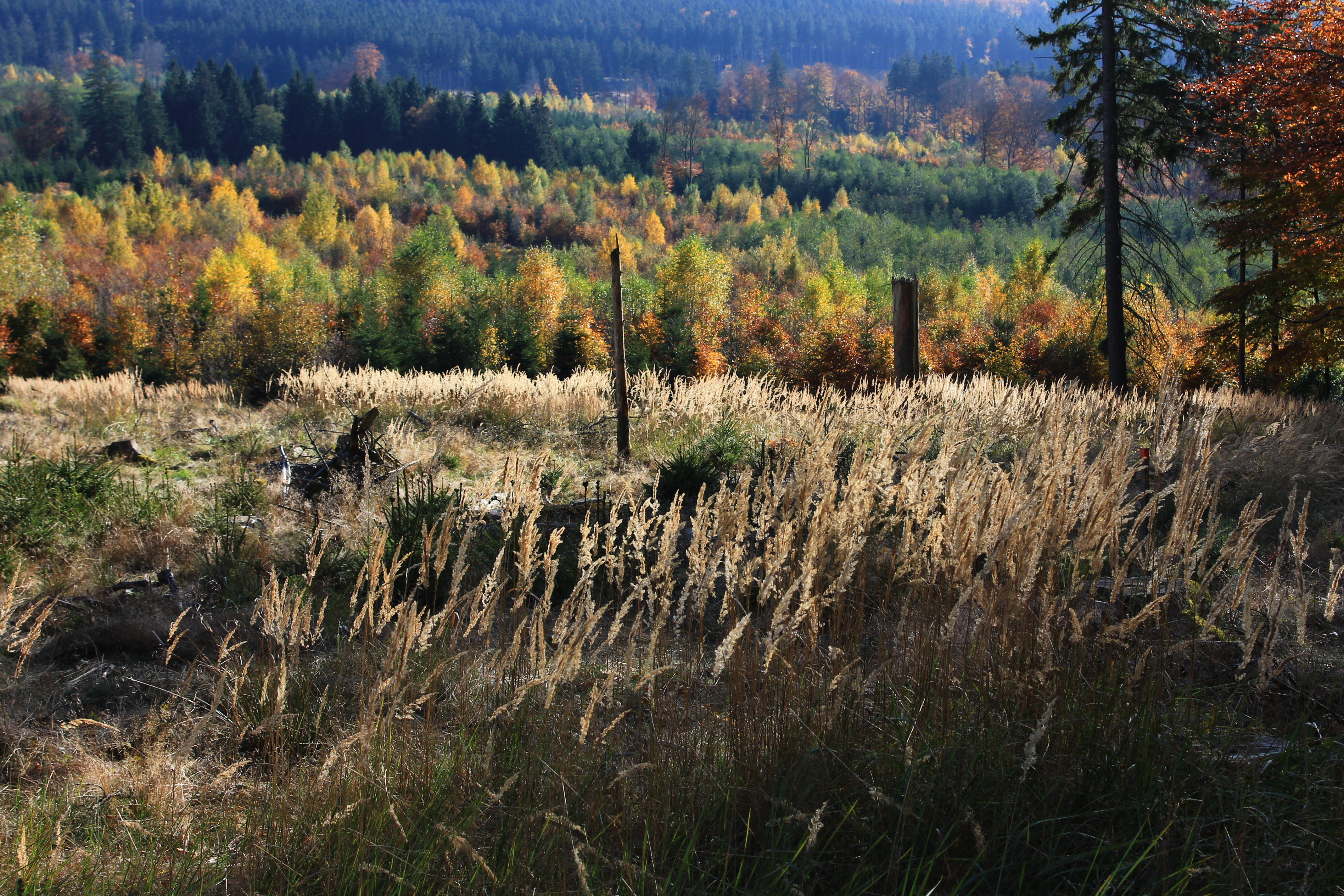
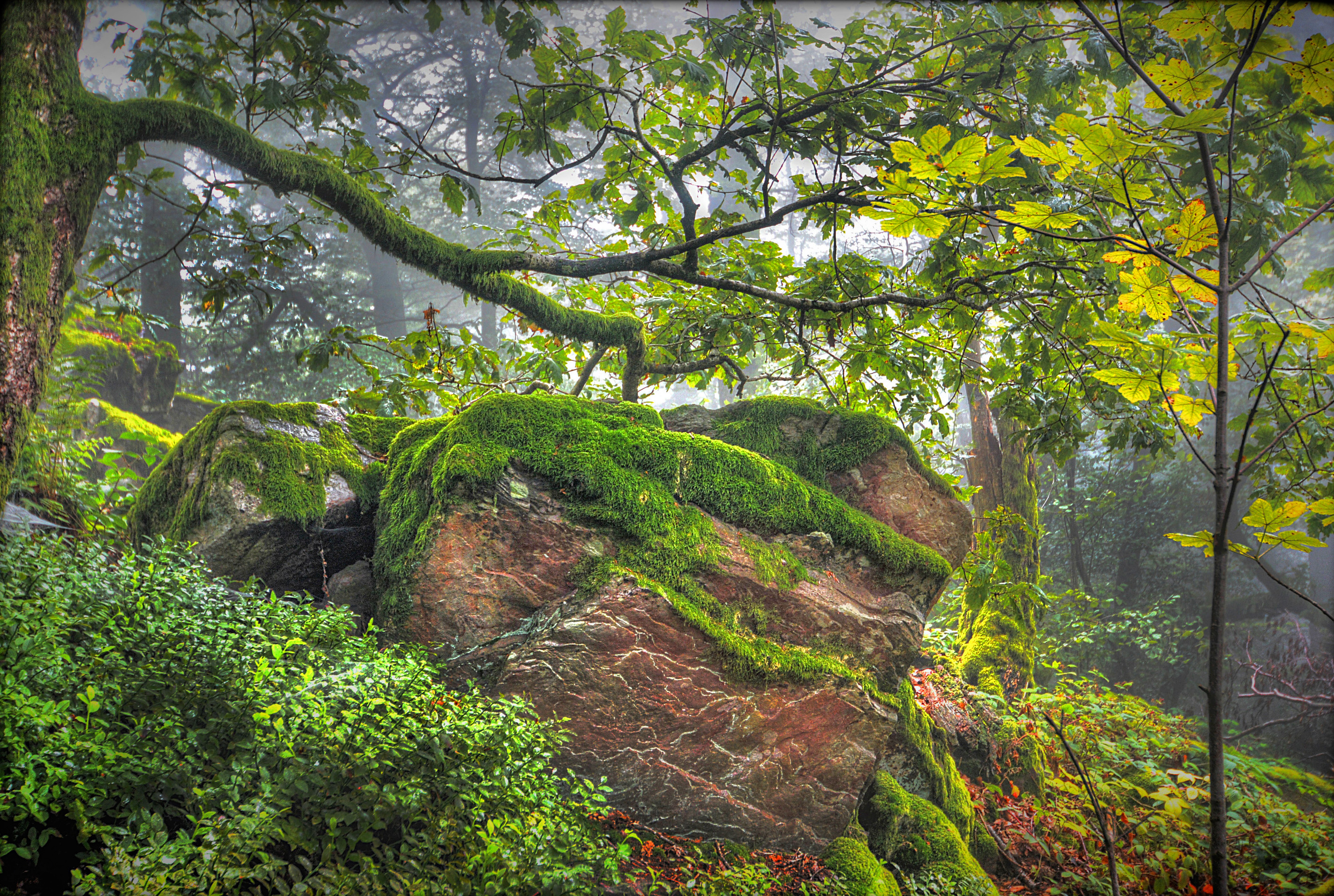
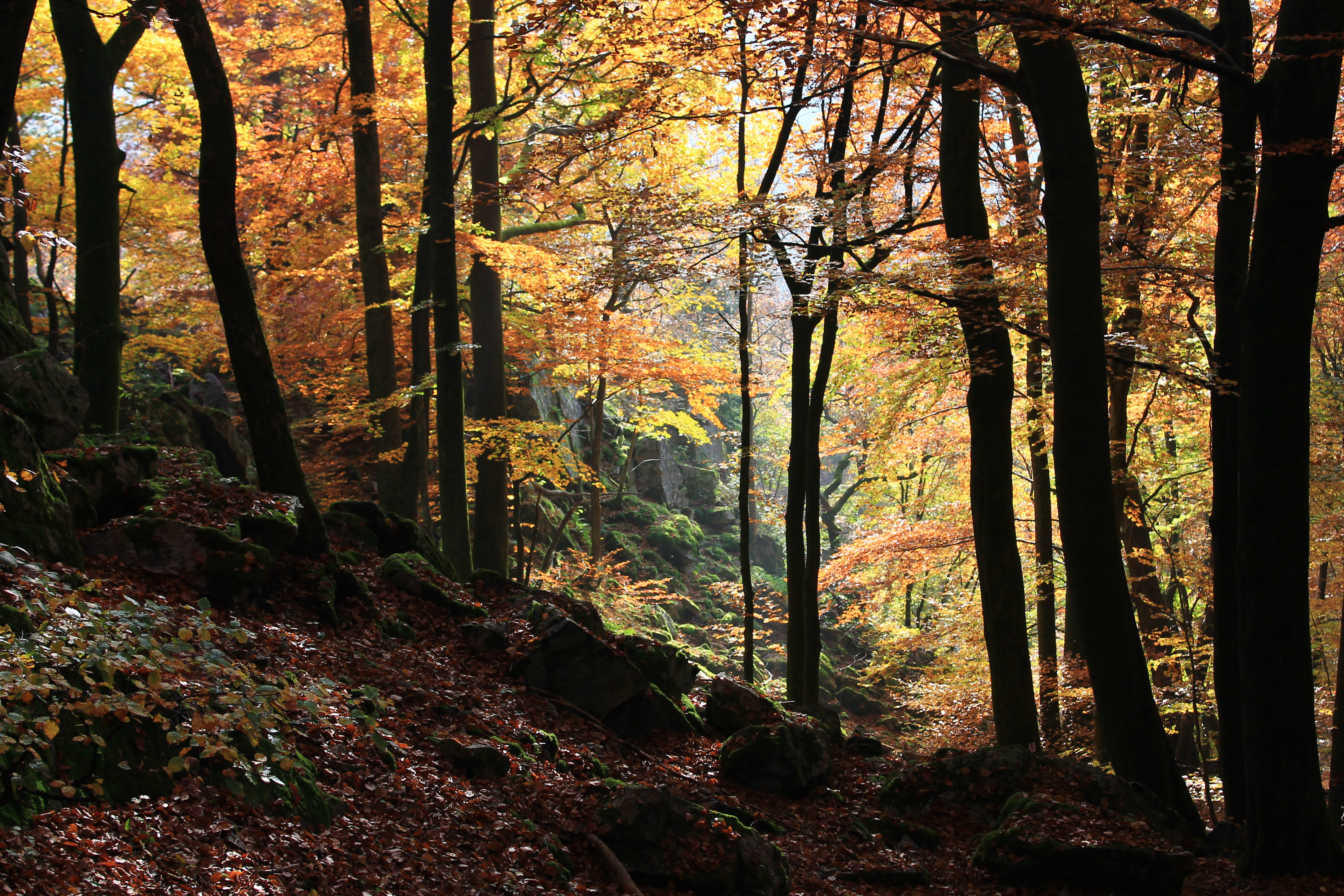
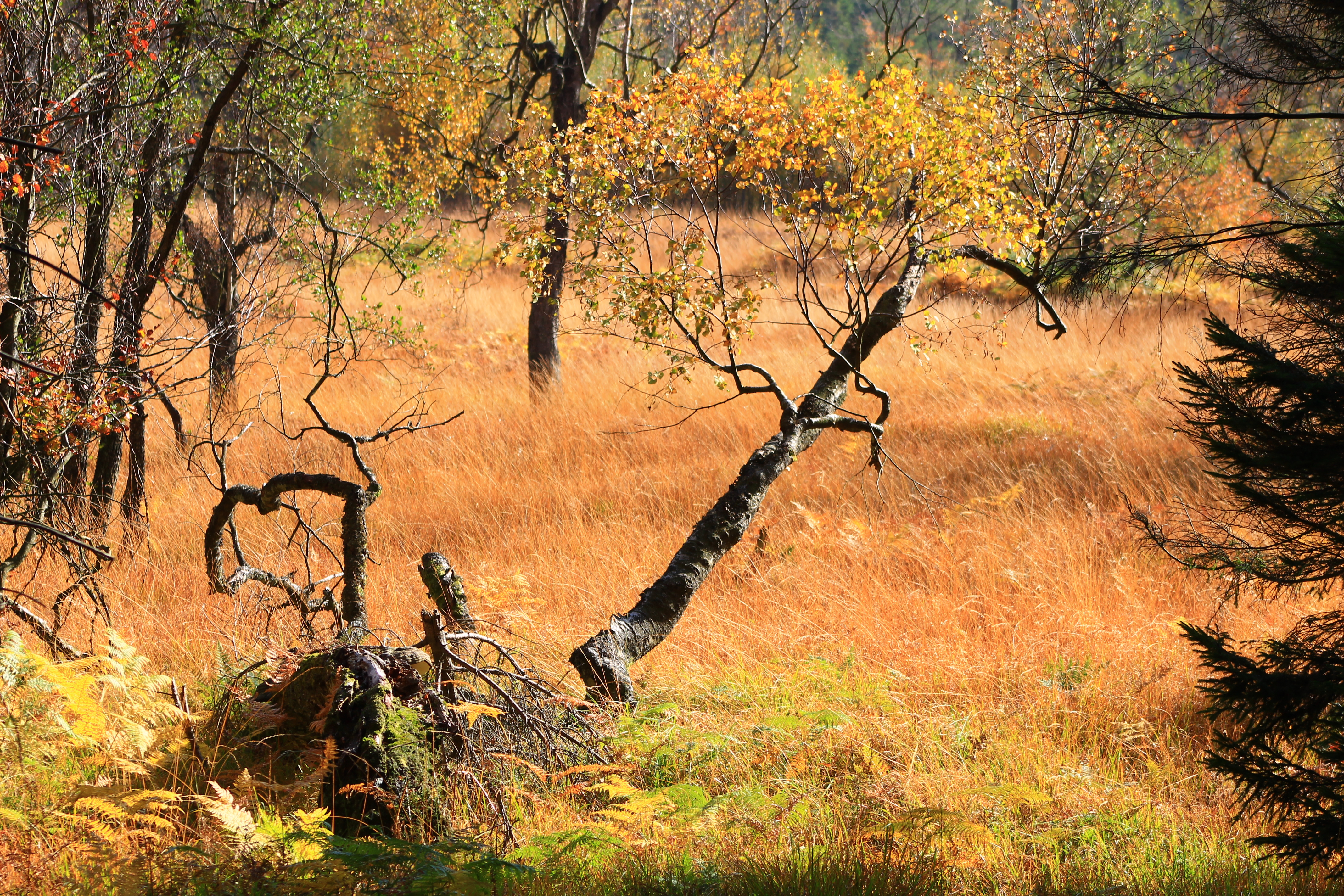
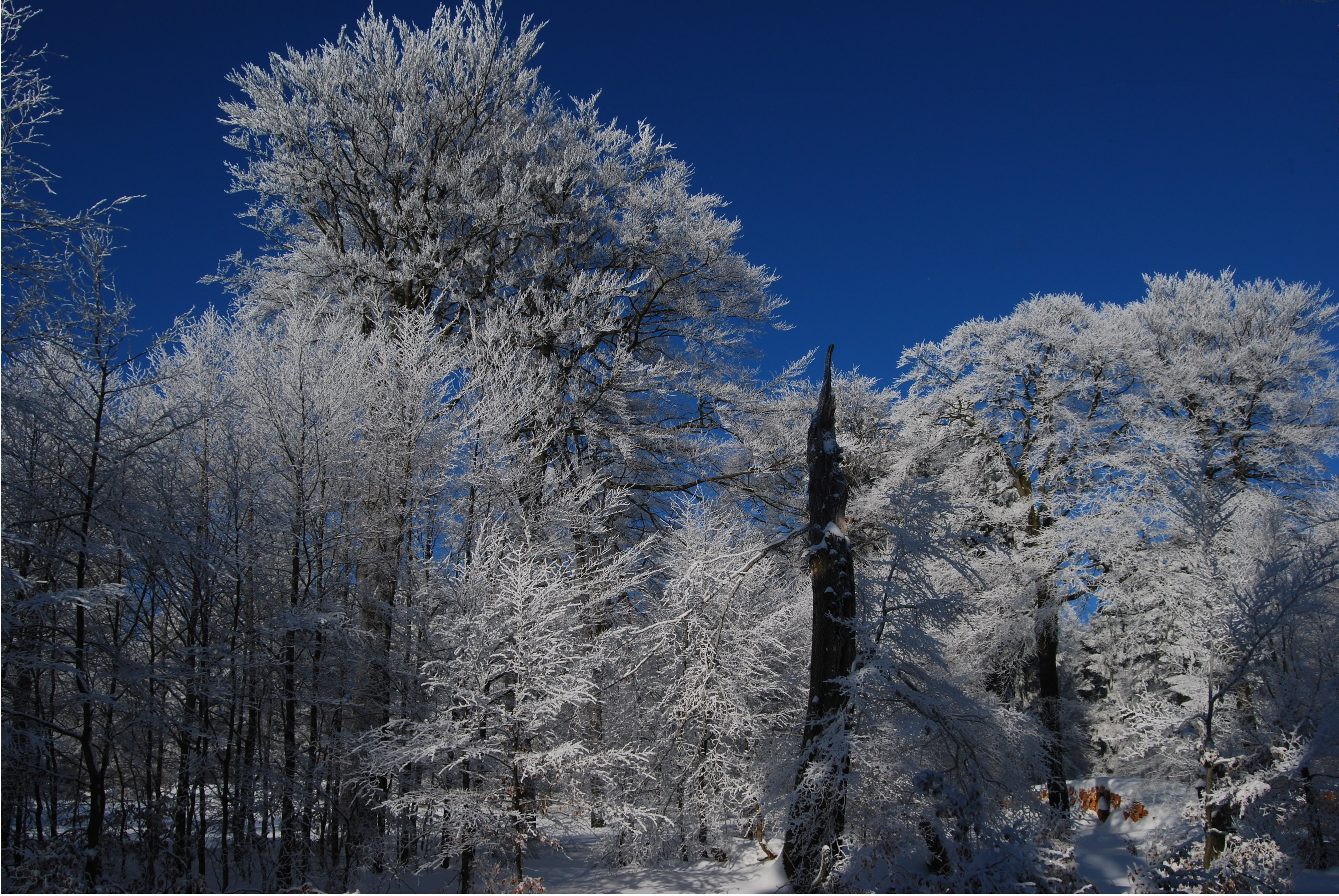
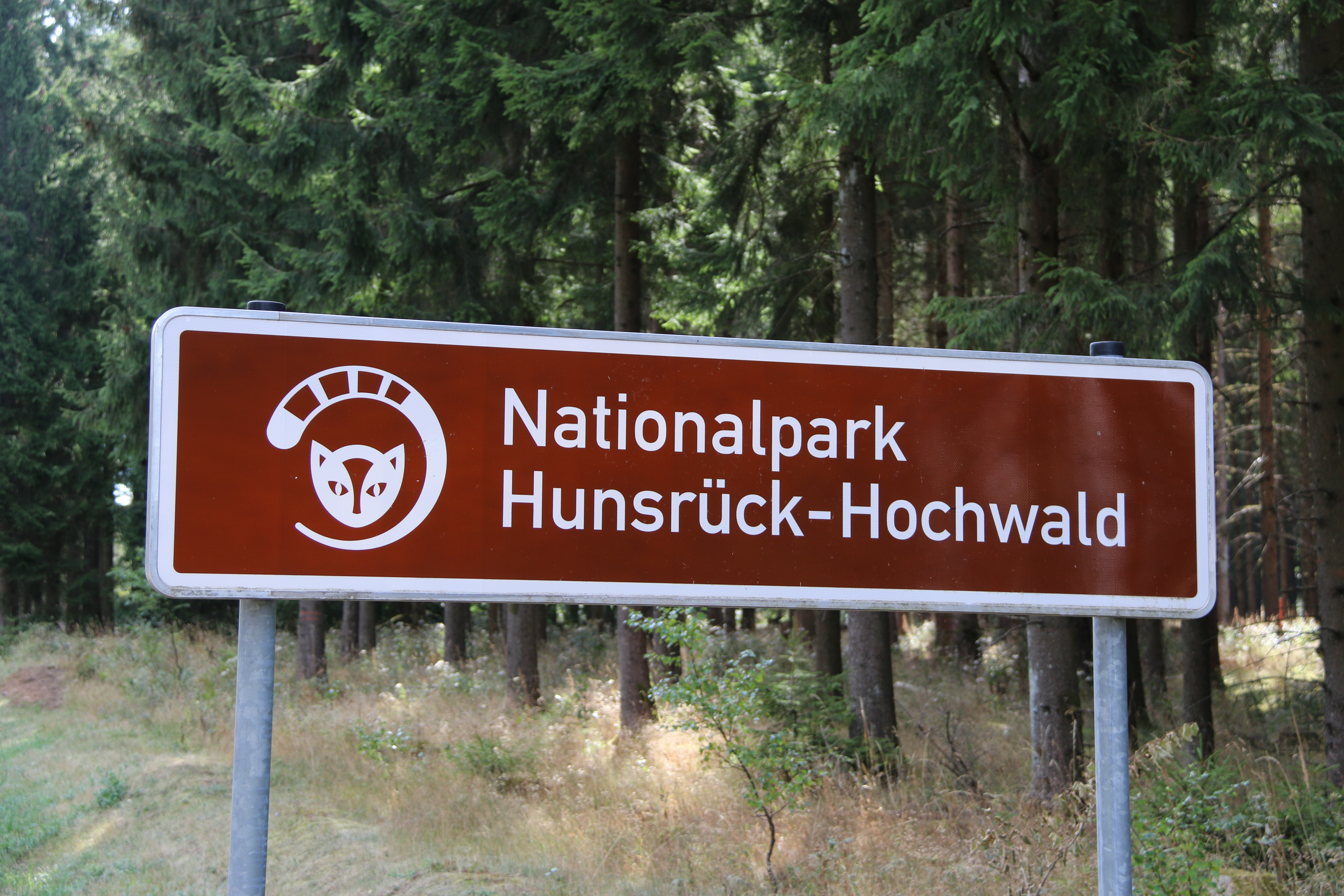